# 基斯特 (加利福尼亞州)
基斯特（英語：Kister）是位於美國加利福尼亞州比尤特縣的一個非建制地區。該地的面積和人口皆未知。

## 地理
基斯特的座標為39°49′20″N 121°21′48″W / 39.82222°N 121.36333°W，而該地的平均海拔高度為1471米（即4826英尺）。